# Дителлурид родия
Дителлурид родия — бинарное неорганическое соединение
родия и теллура
с формулой RhTe2,
кристаллы.

## Получение
- Нагревание стехиометрических количеств чистых веществ:

{\displaystyle {\mathsf {Rh+2Te\ {\xrightarrow {1228^{o}C}}\ RhTe_{2}}}}

## Физические свойства
Дителлурид родия образует кристаллы
кубической сингонии,
пространственная группа P a3,
параметры ячейки a = 0,6441 нм, Z = 4,
структура типа дисульфида железа FeS2.
При температуре 702°С происходит переход в фазу
тригональной сингонии,
пространственная группа P 3m1,
параметры ячейки a = 0,392 нм, c = 0,541 нм, Z = 1,
структура типа дииодид кадмия CdI2
.
Соединение конгруэнтно плавится при температуре 1228°С
и имеет широкую область гомогенности
.
При температуре 1,06 К соединение переходит в сверхпроводящее состояние
.